# Савршенство
Савршенство у ширем смислу представља стање потпуности и беспрекорности. 
Овај термин може се чути у разним областима науке, на пример у математици, физици, филозофији, као и у уметности.

## Називи у другим језицима
Латинска реч за савршенство је perfectio и значи „завршити, окончати“. Многи језици су превели ову реч на свој језик, па тако и српски. 